# Alexander Parra Uribe
Alexander Parra Uribe (4 de agosto de 1968 -  24 de octubre de 2019, Mesetas, Meta, Colombia) conocido como Rodolfo Fierro, excombatiente de las FARC-EP, líder del Espacio Territorial de Reincorporación y Capacitación (ETCR) Mariana Páez tras la firma del Acuerdo de Paz, hizo parte de los hombres de seguridad más cercanos a Manuel Marulanda Vélez, 'Tirofijo. Fue asesinado el 24 de octubre de 2019 dentro del ETCR, y en diciembre del mismo año la Policía y la Unidad Especial de Investigación para el Desmantelamiento de Organizaciones Criminales de la Fiscalía capturaron a seis personas relacionadas con el hecho.

## Biografía
Tras 30 años en las filas de las FARC-EP, decide acogerse al Acuerdo de Terminación de Conflicto suscrito por esta guerrilla en 2016. Perteneció al frente séptimo del extinto grupo ilegal y fue fundador del frente Abelardo Romero, que hacía parte del Bloque Oriental de la exguerrilla y su área de influencia eran las zonas aledañas a Uribe, en el departamento del Meta.
Parra lideraba y realizaba seguimiento a los procesos de los excombatientes en el tránsito a la vida civil, a través de asesorías y proyectos. Era delegado del partido político de las FARC al Consejo Departamental de Reincorporación en el Meta, coordinador del proyecto turístico Ambientes para la Paz apoyado por la cooperación internacional, el cual presentó al Secretario General de la ONU en su visita en enero de 2018. Parra Uribe era reconocido por su compromiso con el proceso de paz, dirigiendo varias iniciativas para el restablecimiento de la confianza y del tejido social, y por su activo papel en la promoción de la reincorporación siendo contratista de la Agencia para la Reincorporación y Normalización.
Su rol como guardia de confianza de ‘Tirofijo’ y su liderazgo en la reconstrucción del tejido social, motivaron al director de cine William Ospina Ramírez a iniciar la producción de “El Guardia”  un documental sobre la vida de Parra al lado de su comandante.
Comprometido con Luz Marina Giraldo, con quien vivía en el ETCR en el momento de su muerte, candidata al concejo municipal por el movimiento político de las FARC también exintegrante de las FARC-EP.

## Asesinato
El 24 de octubre de 2019, aproximadamente a las 9:30 pm , Alexander Parra se encontraba  en su casa Encapuchados llegaron al lugar y dispararon en repetidas ocasiones, provocando su muerte, atentando también contra su pareja quien resultó levemente herida.
A pesar de que el lugar cuenta con dos anillos de seguridad de Policía y Ejército los encapuchados huyeron del lugar, la policía llegó 20 minutos después del hecho. De acuerdo con el informe emitido por el Instituto de Medicina Legal y Ciencia Forenses, la causa de muerte fueron seis impactos de arma de fuego, cinco en la espalda y uno en el brazo izquierdo.
El asesinato de Alexander Parra generó bastantes reacciones, no sólo en sus compañeros, sino a nivel nacional, pues fue el primer asesinato dentro de un Espacio de Reincorporación tras la dejación de armas. Miembros del partido FARC rechazaron el crimen y expusieron ante la opinión pública la preocupación por el incremento de asesinatos en contra de exintegrantes que se acogieron al Acuerdo de Paz de La Habana.  
El Gobierno Nacional, en cabeza del presidente Iván Duque, condenó el asesinato y ordenó inmediatamente la investigación de los hechos, la presencia del Consejero para la Estabilización Emilio Archila en el lugar, para el seguimiento y reforzar la seguridad de los ETCR a nivel nacional.
Por su parte, La Misión de Verificación de la ONU en Colombia rechazó el crimen y pidió no escatimar esfuerzos en las garantías de seguridad de los ETCR a nivel nacional.

## Investigación Judicial
La Fiscalía determinó que el motivo del asesinato, está vinculado con un hallazgo realizado por Parra, relacionado con una red de narcotráfico que operaba a través de los vehículos de la Unidad Nacional de Protección (UNP). Red de la que al parecer hacían parte algunos excombatientes, el líder había solicitado  a sus compañeros no volver a la ilegalidad.
Parra había obtenido información oficial que relacionaba a Jhon Jairo Giraldo alias ‘Eider’ con irregularidades en el ETCR, de acuerdo a unos mensajes extraídos de su celular.
Un testigo protegido suministró información de números telefónicos que fueron interceptados, desde los que se realizaron múltiples llamadas entre el coordinador de seguridad del ETCR, los sicarios y alias ‘Robert’, disidente de la labor 40. Este testigo fue quien transportó el 24 de octubre, a las inmediaciones del ETCR, a dos ciudadanos venezolanos, presuntos autores materiales del crimen.
Seis sospechosos fueron capturados a finales de diciembre de 2019. Inicialmente una jueza de control de garantías de Villavicencio envió a la cárcel preventivamente a alias ‘Eider’, como supuesto determinador del crimen y a cinco personas quienes son investigadas por los cargos de homicidio y concierto para delinquir.
El lunes 30 de diciembre de 2019 la Fiscalía reveló en una audiencia que alias ‘Eider’, habría contratado a Raúl Ramón Cruz, alias ‘Willie’ para cometer el asesinato y este, a su vez, habría contactado a Darwin Javier Álvarez, alias ’Chiqui’, y Faber Villada Giraldo, alias ’Faber’.
Según narró el fiscal del caso durante la imputación de cargos, este último recogió a Marlon Andrés Cubillos Giraldo, alias ’Marlon’, y a Sander Eloy Flores Puerta, alias ’Sander’, además revela que fue ‘Eider’ quien dejó ingresar a ‘Chiqui’ y a ‘Faber’ al ETCR en la noche del 24 de octubre.
En declaraciones realizadas durante estas audiencias, Luz Marina Giraldo indicó que desde que ’Eider’ asumió’ la coordinación del Espacio, camionetas de la UNP realizaban viajes imprevistos hasta Arauquita, donde aparentemente pasaban a Venezuela, por lo cual se plantea la teoría de que el asesinato fue ordenado por el disidente José Manuel Sierra Sabogal 'Zarco Aldinever’, quien inicialmente se había acogido al proceso de paz, pero fue expulsado por la JEP tras aparecer en el video publicado el 29 de agosto de 2019 junto a ‘Iván Márquez’, ‘Jesús Santrich’ y alias ‘El Paisa’ en donde revelan su regreso a la lucha armada.